# Nhà nước Bahrain
Nhà nước Bahrain (tiếng Ả Rập: دولة البحرين Dawlat al-Baḥrayn) là tên gọi của Bahrain từ năm 1971 đến năm 2002. Vào ngày 15 tháng 8 năm 1971, Bahrain tuyên bố độc lập và ký một hiệp ước hữu nghị mới với Vương quốc Anh. Bahrain gia nhập Liên Hợp Quốc và Liên đoàn Ả Rập vào cuối năm đó. Cơn sốt dầu mỏ những năm 1970 đã mang lại lợi ích rất lớn cho Bahrain, mặc dù sự suy thoái sau đó đã gây tổn hại đến nền kinh tế. Quốc gia này đã bắt đầu đa dạng hóa nền kinh tế và được hưởng lợi nhiều hơn từ Nội chiến Lebanon vào những năm 1970 và 1980, khi Bahrain thay thế Beirut trở thành trung tâm tài chính của Trung Đông sau khi hệ thống ngân hàng lớn của Lebanon bị chiến tranh đẩy ra khỏi đất nước.
Sau cuộc Cách mạng Hồi giáo năm 1979 ở Iran, vào năm 1981, những người theo chủ nghĩa Shi'a cực đoan ở Bahrain đã dàn dựng một nỗ lực đảo chính bất thành dưới sự bảo trợ của một tổ chức mặt trận, Mặt trận Hồi giáo giải phóng Bahrain. Cuộc đảo chính sẽ đưa một giáo sĩ Shi'a lưu vong ở Iran, Hujjatu l-Islām Hādī al-Mudarrisī, lên làm lãnh đạo tối cao đứng đầu một chính phủ thần quyền. Vào tháng 12 năm 1994, một nhóm thanh niên đã ném đá vào những người chạy bộ nữ trong một cuộc chạy marathon quốc tế vì họ chạy chân trần. Cuộc đụng độ với cảnh sát sau đó đã nhanh chóng phát triển thành bất ổn dân sự.
Một cuộc nổi dậy của người dân đã xảy ra từ năm 1994 đến năm 2000, trong đó những người theo chủ nghĩa cánh tả, tự do và Hồi giáo đã hợp lực. Sự kiện này đã khiến khoảng 40 người thiệt mạng và kết thúc sau khi Hamad ibn Isa Al Khalifa trở thành Quốc vương của Bahrain vào năm 1999. Một cuộc trưng cầu dân ý vào ngày 14–15 tháng 2 năm 2001 đã ủng hộ mạnh mẽ Hiến chương Hành động Quốc gia. Ông đã thiết lập các cuộc bầu cử quốc hội, trao cho phụ nữ quyền bỏ phiếu và thả tất cả các tù nhân chính trị. Là một phần của việc thông qua Hiến chương Hành động Quốc gia vào ngày 14 tháng 2 năm 2002, Bahrain đã đổi tên chính thức từ Nhà nước (dawla) Bahrain thành Vương quốc Bahrain.

## Hiến pháp năm 1973
Hiến pháp năm 1973 được soạn thảo ngay sau khi Bahrain giành được độc lập từ Anh vào năm 1971. Năm 1972, nguyên thủ lúc giờ là Isa bin Salman Al Khalifa với tước hiệu hakim đã được nâng lên tiểu vương. Ông đã ban hành một sắc lệnh quy định về việc bầu ra một Hội đồng lập hiến chịu trách nhiệm soạn thảo và phê chuẩn hiến pháp. Đối tượng bầu cử của hội đồng lập hiến là những công dân nam bản địa từ 20 tuổi trở lên. Hội đồng lập hiến bao gồm hai 22 đại biểu được bầu, cộng với 12 thành viên của Hội đồng Bộ trưởng và 8 thành viên do tiểu vương Shaikh Isa bổ nhiệm trực tiếp.
Hiến pháp được soạn thảo quy định về một cơ quan lập pháp đơn viện (Quốc hội) bao gồm 30 thành viên được bầu thông qua "phổ thông đầu phiếu" (mặc dù quyền bầu cử bị hạn chế đối với nam giới), cộng với 14 bộ trưởng chính phủ do hoàng gia bổ nhiệm là thành viên đương nhiên. Hiến pháp được ban hành theo sắc lệnh amiri vào tháng 12 năm 1973.
Chỉ có một cuộc bầu cử quốc hội được tổ chức theo Hiến pháp năm 1973 (xem: Tổng tuyển cử Bahrain năm 1973) trước khi nó bị tiểu vương Shaikh Isa bãi bỏ vào năm 1975. Đất nước này được quản lý theo luật khẩn cấp từ năm 1975 đến năm 2002. Tiểu vương cai trị quốc gia như một vị quân chủ chuyên chế.